# Santurtzi
Santurtzi (baskisch [san'tuɾtsi]; spanisch Santurce [san'tuɾθe]) ist eine Stadt im Großraum Bilbao im spanischen Baskenland.

## Geographie

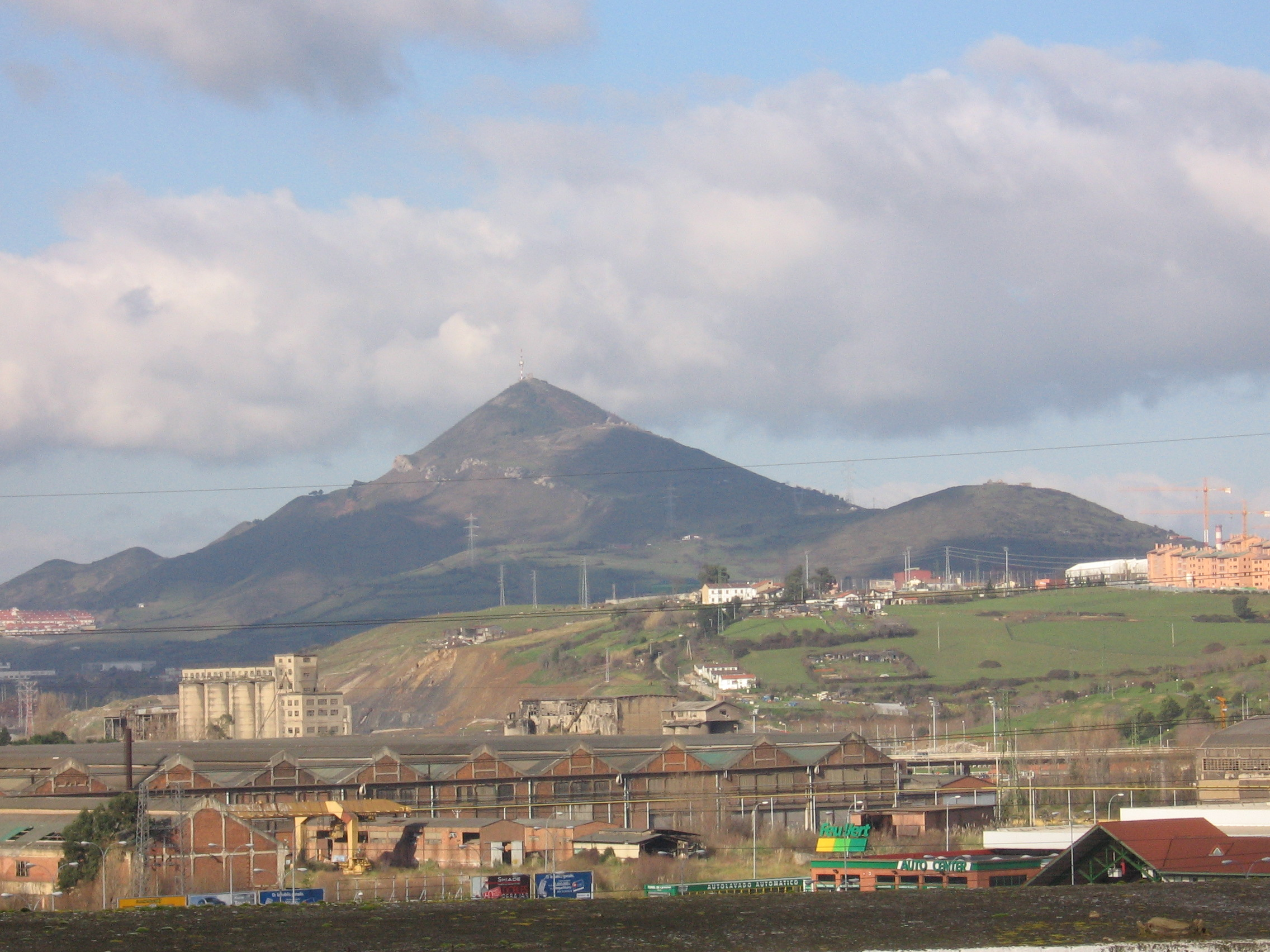
Berg Serantes bei Santurce

Santurtzi liegt an der Ría de Bilbao in 14 km Entfernung von Bilbao unweit der Küste des Golfs von Biskaya auf 6 msnm. Die Stadtfläche beträgt 6,8 km², die Bevölkerungsdichte beträgt 6468 Einwohner pro km². Direkt an der Stadt liegt der 446 m hohe, emblematische kegelförmige Berg Serantes.
Das Klima ist maritim mit gemäßigten Sommern und milden Wintern, die Durchschnittstemperatur beträgt 20 °C im Sommer und 8 °C im Winter.

## Geschichte
Santurtzi wurde im Jahre 1075 erstmals urkundlich erwähnt (Gründung der Kirche San Jorge). Seit dem Mittelalter ist die Stadt durch Landwirtschaft und Fischerei geprägt, später während der Industrialisierung durch den Erzbergbau der naheliegenden Berge Montes de Triano. Seit 1902 beherbergt die Stadt den äußeren Hafen von Bilbao, der seitdem kontinuierlich ausgebaut worden ist und zur wirtschaftlichen Bedeutung des Ortes beigetragen hat.

## Gastronomie
Eine bekannte Spezialität der Stadt sind die gegrillten Sardinen, wie sie in den Fischrestaurants im alten Fischereihafen anzutreffen sind.

## Infrastruktur
Santurtzi liegt an der Autobahn A8 Bilbao-Santander. Seit 2009 ist der Ort mit der U-Bahn-Linie 2 der Metro de Bilbao an die Innenstadt von Bilbao angebunden. Des Weiteren fahren Nahverkehrszüge der Gesellschaft RENFE in die Provinzhauptstadt.
Der Hafen von Santurtzi ist als äußerer Hafen von Bilbao einer der wichtigsten Handelshäfen in Nordspanien.
Die Werft Astilleros Zamakona SA ist auf den Bau von Schleppern und anderen Booten spezialisiert.

## Söhne und Töchter der Stadt
- José María Libório Camino Saracho (1931–2021), römisch-katholischer Geistlicher, Bischof von Presidente Prudente
- Carlos Iturgaiz Angulo (* 1965), Politiker
- Kenji Uematsu (* 1976), Judoka
- Kiyoshi Uematsu (* 1978), Judoka
- Iker Camaño (* 1979), Radrennfahrer
- Omar Fraile (* 1990), Radrennfahrer